# Każde serce to wrota
Każde serce to wrota (ang. Every Heart a Doorway) – amerykańskie opowiadanie fantasy, napisane przez Seanan McGuire, pierwsze z serii Zbłąkane dzieci. Po raz pierwszy wydane przez Tor.com w kwietniu 2016. Polskie wydanie ukazało się 27 września 2023 w tłumaczeniu Anny Reszki nakładem wydawnictwa Mag w jednym tomie wraz z drugim tekstem z cyklu, Patyki i kości. Każde serce to wrota zdobyło Nagrodę Nebula, Nagrodę Hugo oraz Nagrodę Locusa za najlepsze opowiadanie, a także Alex Award.  

## Fabuła
Czasami dzieci znajdują drzwi przenoszące je do innych światów. Nancy znalazła właśnie takie przejście, które zaprowadziło ją do krainy umarłych, inspirowanej historią Persefony i Hadesa. Po powrocie do rzeczywistego świata jej rodzice nie uwierzyli w jej opowieść. Nancy została wysłana do szkoły z internatem dla dzieci, które przeżyły podobne doświadczenia.
Wśród uczniów jest Kade, który spędził czas w świecie fantazji pełnym goblinów i wróżek; Jacqueline „Jack” i Jillian „Jill”, które trafiły do świata wampirów i szalonych naukowców; oraz Sumi, która spędziła czas w absurdalnym świecie pełnym słodyczy i tęczy. Wszyscy uczniowie zostali zmienieni przez czas spędzony w innych światach, gdzie mogli być sobą, i większość z nich pragnie tam wrócić.
Gdy Nancy przyzwyczaja się do życia w szkole, Sumi zostaje znaleziona martwa, podobnie jak inni uczniowie. Nancy i jej przyjaciele odkrywają, że to Jill zabija uczniów, aby stworzyć klucz, który ponownie otworzy przejście do świata, w którym znajduje się jej wampirzy władca. Jack zabija Jill, a potem wraca do swojego gotyckiego świata. Nancy odnajduje swoje przejście i wraca do krainy umarłych.